# Tour du Loup (La Bastide-de-Sérou)
Pour l’article homonyme, voir Tour du Loup (Étampes).
La tour du Loup est un édifice fortifié situé dans la commune de La Bastide-de-Sérou, dans le département de l'Ariège, en France.

## Localisation
Les vestiges se trouvent en rive droite de l'Arize, entre le bourg et le hameau d'Antuzan au nord-ouest.

## Historique
La tour a été construite au XIIIe siècle par les descendants de Loup de Foix, fils de Raymond-Roger de Foix.
L'édifice est inscrit au titre des monuments historiques par arrêté du 7 décembre 1994, puis modifié par arrêté du 27 mars 1995.

## Description
La tour du Loup illustre la technique défensive de l'éperon barré. 
Le logis est de forme quadrangulaire. Des vestiges d'enceinte subsistent à l'ouest.